# Pavilion cu arme heraldice
Un pavilion cu arme heraldice sau pavilion cu arme (en. banner of arms) este un tip de steag heraldic pe care sunt reprezentate aceleași simboluri grafice ca și pe o stemă, adică scutul cu armele heraldice, însă transpuse în forma pătrată sau dreptunghiulară a steagului.
Termenul de „pavilion” este unul heraldic, dar este folosit mai ales în vexilologie. Exemple de drapele naționale moderne care sunt pavilioane sunt cele ale Austriei, Irak-ului și Elveției.
Simplificat, „pavilionul cu arme” este numit, de obicei, doar „pavilion”, dar, în sens strict, un pavilion este un steag al unei persoane nobile, care se poartă în bătălie.

## Funcția pavilionului
Pavilionul cu arme este simbolul unei persoane oficiale de rang înalt (monarh, principe, nobil sau președinte), menit să desemneze clădirea sau vehiculul în care se află, la un moment dat, acea persoană. În cazul persoanelor din familii imperiale, regale sau nobiliare, pavilionul este un steag personal (pe care sunt reprezentate însemne heraldice ale familiei monarhului), iar în cazul președinților aceste însemne aparțin statului republican.